# Agilulfo (suevo)
Agilulfo o Agilolfo (420-482) fue un príncipe de los suevos y los cuados.
Probablemente era hijo del supremo príncipe Hunimundo, quien a su vez era hijo de Hermerico (r. 395-469), rey de los suevos.
Amenazó Passau y podría haber sido un arriano. Agilulfo fue probablemente el antepasado de la familia Agilolfinga, fundador de Baviera.